# イツスジナメラカオサソリ
イツスジナメラカオサソリ（五筋滑らか尾蠍、学名：Leiurus quinquestriatus )(オブトサソリ、英：Leiurus hebraeus）は、クモガタ綱サソリ目ウシコロシサソリ科に属するサソリである。

## 名称
英名はデスストーカー（ヘブライ語 deathstalker）、別名、パレスチナ・イエロー・スコーピオン（Palestinian yellow scorpion）、オムダーマンスコーピオン、ネゲヴデザートスコーピオン。しばしば日本では「キイロオブトサソリ」という名前が本種に使われることがあるが、本種の後腹部は然程太くはない。これはミナミヒトコロシサソリの英名「イエロー・ファットテール・スコーピオン」の和訳であり、本種に充てるのは不適切。

## 分布
北アフリカから中近東にかけての砂漠や低木林に生息する。西はアルジェリア、マリからエジプト、エチオピア、小アジア、アラビア半島、東はカザフスタン、北東から南東はインド西部まで、サハラ砂漠、アラビア砂漠、タール砂漠、中央アジアの広い範囲に分布する。

## 形態
中型種で、体長30～77mm、平均58mm。

## 生態
開けた場所にある樹や皮倒木の下、石の下などに生息する。毒性はサソリの中で最強と言われている。

## 扱い
本種を含むウシコロシサソリ科の全種が外来生物法により特定外来生物に指定されている。

## 生殖
両性生殖である。

## 毒性

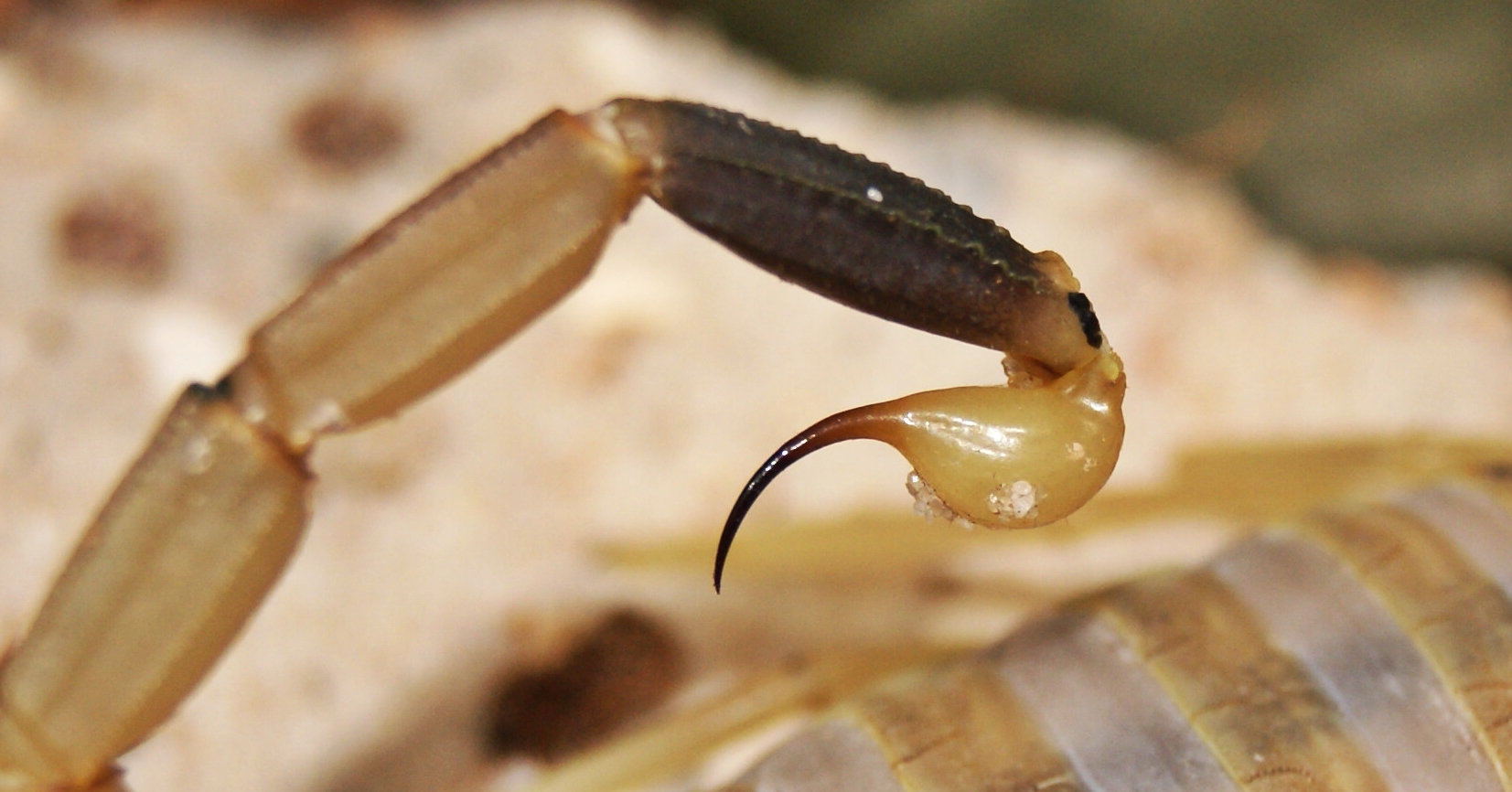
毒針

### 種類
毒液に含まれる神経毒には以下のものが挙げられる。
- クロロトキシン
- カリブドトキシン
- スキラトキシン
- アジトキシン1型、2型、3型

### 危険性
本種は最も危険なサソリと言われることが多い。その毒は強力な神経毒の混合物で、毒性は高い。このサソリに刺されると非常に痛いが、通常の健康な成人なら死に至ることは少ない。しかし、幼児、高齢者、虚弱者（心臓疾患やアレルギー体質の人など）には、より大きな危険性がある。また、アナフィラキシーショックを起こす危険性がある。イスラエルの研究では、刺された後に高い確率で膵炎を起こすことが分かっている。本種に刺されて死に至る場合、死因は通常肺水腫である。
また、サウジアラビアやドイツ、フランスにある研究所が血清を製造している。
日本を含む本種の分布域外の国々では、既存の抗毒素はどれも食品医薬品局（または同等の機関）によって承認されておらず、治験薬としてしか入手できないという複雑な要因もある。アメリカ軍は湾岸戦争作戦地域の兵士が罹患した場合に備えてAVPC-Riyadhの駆除薬を治験薬として保有している。

### 用途
主にクロロトキシンに関して
本種の毒の成分であるペプチド・クロロトキシンは、人間の脳腫瘍を治療する可能性を示している。また、毒の他の成分がインスリンの調節を助け、糖尿病の治療に使用できるかもしれないという証拠がいくつかある。
2015年には、手術中にリアルタイムでがん細胞をマークするために、脳腫瘍「塗料」（BLZ-100）として付着した蛍光分子を持つクロロトキシンの使用の臨床試験が開始された。脳腫瘍の手術では、がん細胞をできるだけ取り除きつつ、脳の機能に必要な健康な組織を切除しないことが重要であるため、この方法は重要。前臨床動物実験では、下限が50万個を超えるMRIと比較して、200個程度の極めて小さながん細胞の集積を浮き彫りにすることができた。